# Auschwitz
El camp de concentració i d'exterminació d'Auschwitz-Birkenau (en alemany  Konzentrationslager Auschwitz-Birkenau (?·pàg.)), on Auschwitz (Oświęcim  [ɔɕˈfjɛɲtɕim] (?·pàg.) en polonès) i Birkenau (Brzezinka [bʐɛˈʑinka]) són els noms en alemany dels pobles polonesos propers, fou un complex format per diversos camps de concentració, d'experimentació mèdica i d'extermini en massa de presoners construït pel règim de l'Alemanya nazi, després de la invasió de Polònia de 1939, al principi de la Segona Guerra Mundial. Està inscrit a la llista del Patrimoni de la Humanitat de la UNESCO des del 1979.
En 5 anys, uns 1,3 milions d'homes, de dones i d'infants (el 90% jueus) foren assassinats a Auschwitz, aproximadament 900.000 immediatament a la sortida dels trens que els havien portat fins al camp, la majoria a les cambres de gas. La resta moriren de malalties, malnutrició, maltractaments, sàdics experiments "científics", etc. Sens dubte, aquest camp d'extermini ha estat considerat el símbol del genocidi del poble jueu; el símbol de la Xoà (l'Holocaust del judaisme).
Inicialment, el camp d'Auschwitz havia estat concebut com un centre de quarantena, però a partir de l'estiu de 1941, Rudolf Höss -comandant del camp (SS-Obersturmbannführer)- és convocat per Heinrich Himmler -màxim responsable de les SS- per comunicar-li que Adolf Hitler li havia encomanat dur a terme la "solució final" de la qüestió jueva, i que el seu camp havia de tenir un paper important car era un lloc amb bones comunicacions terrestres per tren i prou discret. L'estiu de 1943, Rudolf Höss fou reemplaçat per Arthur Liebehenschel i Richard Baer.
Auschwitz fou una combinació d'extermini massiu i industrialitzat, i explotació del treball esclau amb la complicitat de la indústria alemanya.
El 1979, el camp de concentració d'Auschwitz fou declarat Patrimoni de la Humanitat per la UNESCO.
| «                                                                           | Des d'Auschwitz no ha ocorregut res que hagi abolit Auschwitz | » |
| — Imre Kertész en el discurs de recepció del Premi Nobel de Literatura 2002 |                                                               |   |

## Característiques

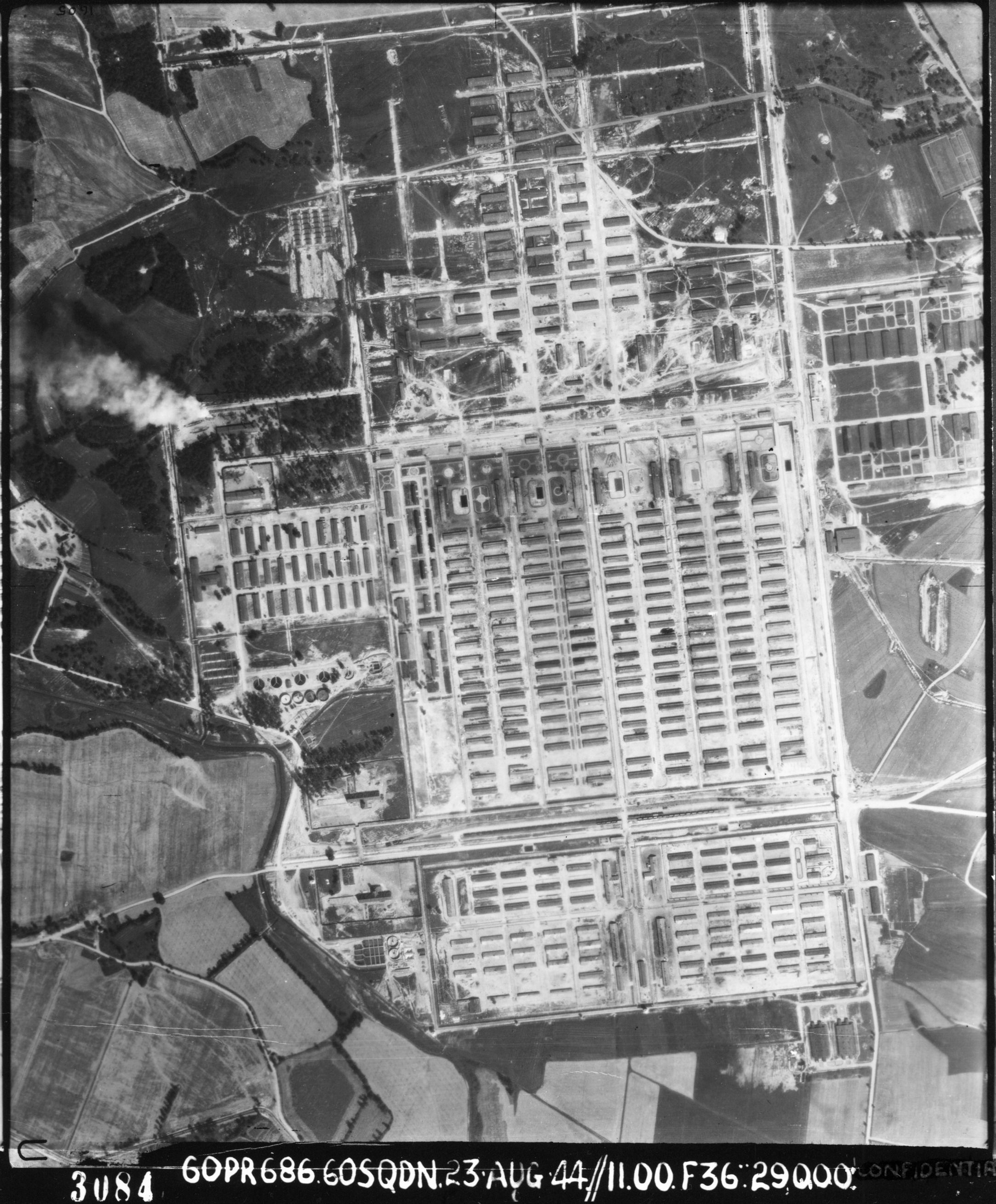
Vista aèria del camp d'extermini d'Auschwitz-Birkenau amb la seva màxima extensió; l'entrada es troba a baix a la dreta, prolongada vers a l'esquerra per les vies del tren i els molls de desembarcament; a l'esquerra, amb forma de T, els forns crematoris. Hom pot observar a la part de dalt a l'esquerra el fum del tercer forn crematori

Hi va haver tres camps principals dintre d'ell mateix:
- Auschwitz I, el camp de concentració original que servia de centre administratiu de tot el complex. En aquest camp van morir al voltant de 70.000 intel·lectuals polonesos, i presoners de guerra soviètics.
- Auschwitz II (Birkenau), un camp d'extermini i on van morir al voltant d'un milió de jueus, i prop de 19.000 gitanos.
- Auschwitz III (Camp de concentració de Monowitz), usat com el camp de treball d'esclaus de l'empresa IG Farben.

## Història
A partir del 1940, l'Alemanya nazi va construir diversos camps de concentració i un camp d'extermini a Auschwitz, que igual que la resta dels camps de concentració, eren gestionats per les Schutzstaffel (SS) dirigida per Heinrich Himmler. Els comandants del camp van ser Rudolf Höß (a vegades escrit "Hoess") fins a l'estiu del 1943, Artur Leibehenschel i Richard Baer.
Al voltant de 6.500 membres de les SS van servir a Auschwitz realitzant tasques amb l'objectiu d'aconseguir la solució final al problema jueu. La majoria van sobreviure a la guerra. Amb les primeres presoneres també van arribar les primeres vigilants al camp, el març de 1942 traslladades des del camp de Ravensbrück a Alemanya. El camp femení es va mudar a Auschwitz Birkenau l'octubre de 1942, i Maria Mandel va ser anomenada cap de vigilància. Al voltant de 1.000 homes i 200 dones de les Schutzstaffel van ser supervisors de vigilància a tot el complex d'Auschwitz. D'entre tots els funcionaris només 750 van ser portats a judici, gairebé tots en relació amb els crims contra la població polonesa. Höß va donar una descripció detallada del funcionament del camp durant els Judicis de Nuremberg, detalls que va complementar a la seva autobiografia. Höß va ser executat el 1947, davant de l'entrada al crematori D'Auschwitz I.

### La industrialització de la mort: les cambres de gas i els forns crematoris

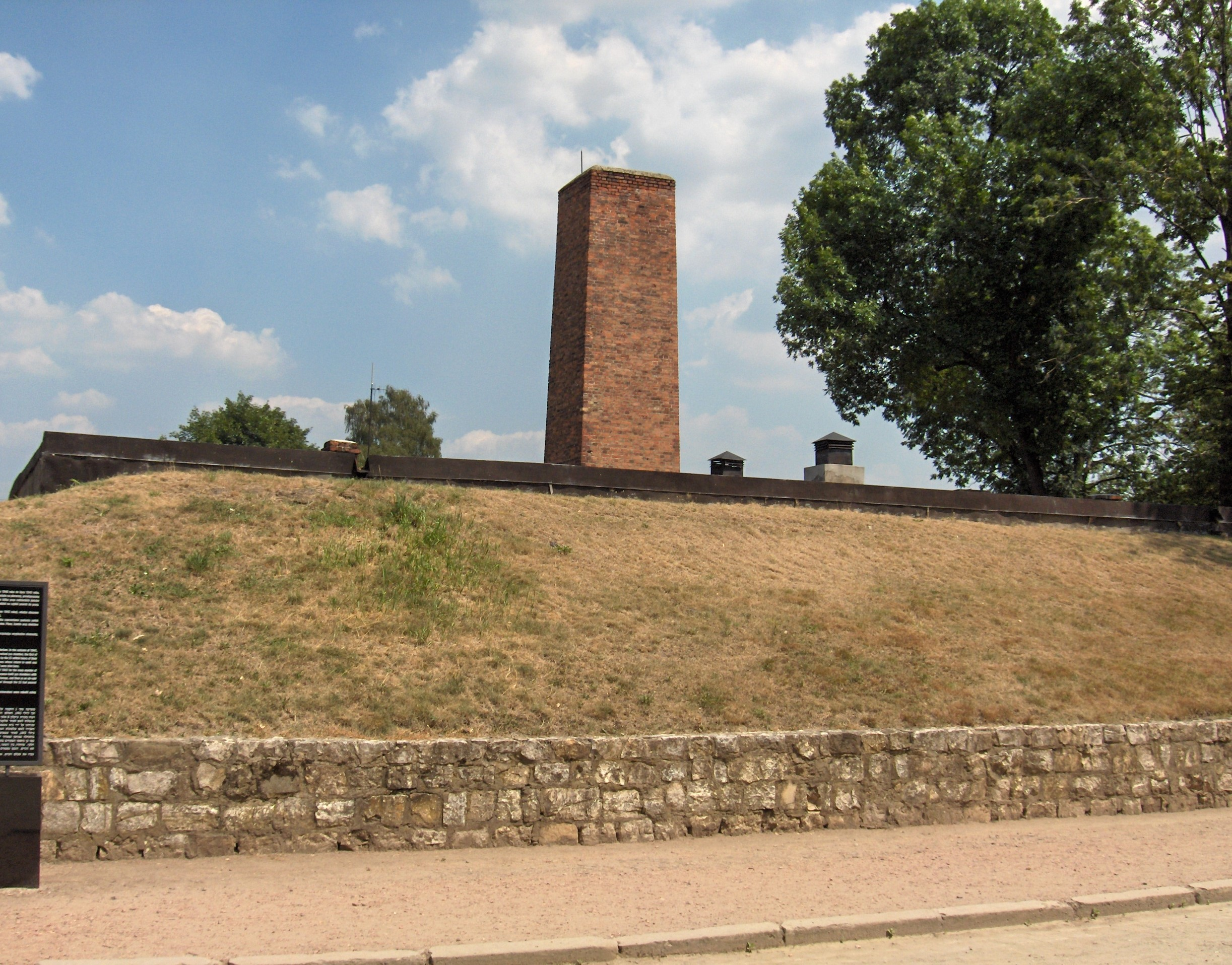
La primera cambra de gas (encara intacta) ubicada a Auschwitz I

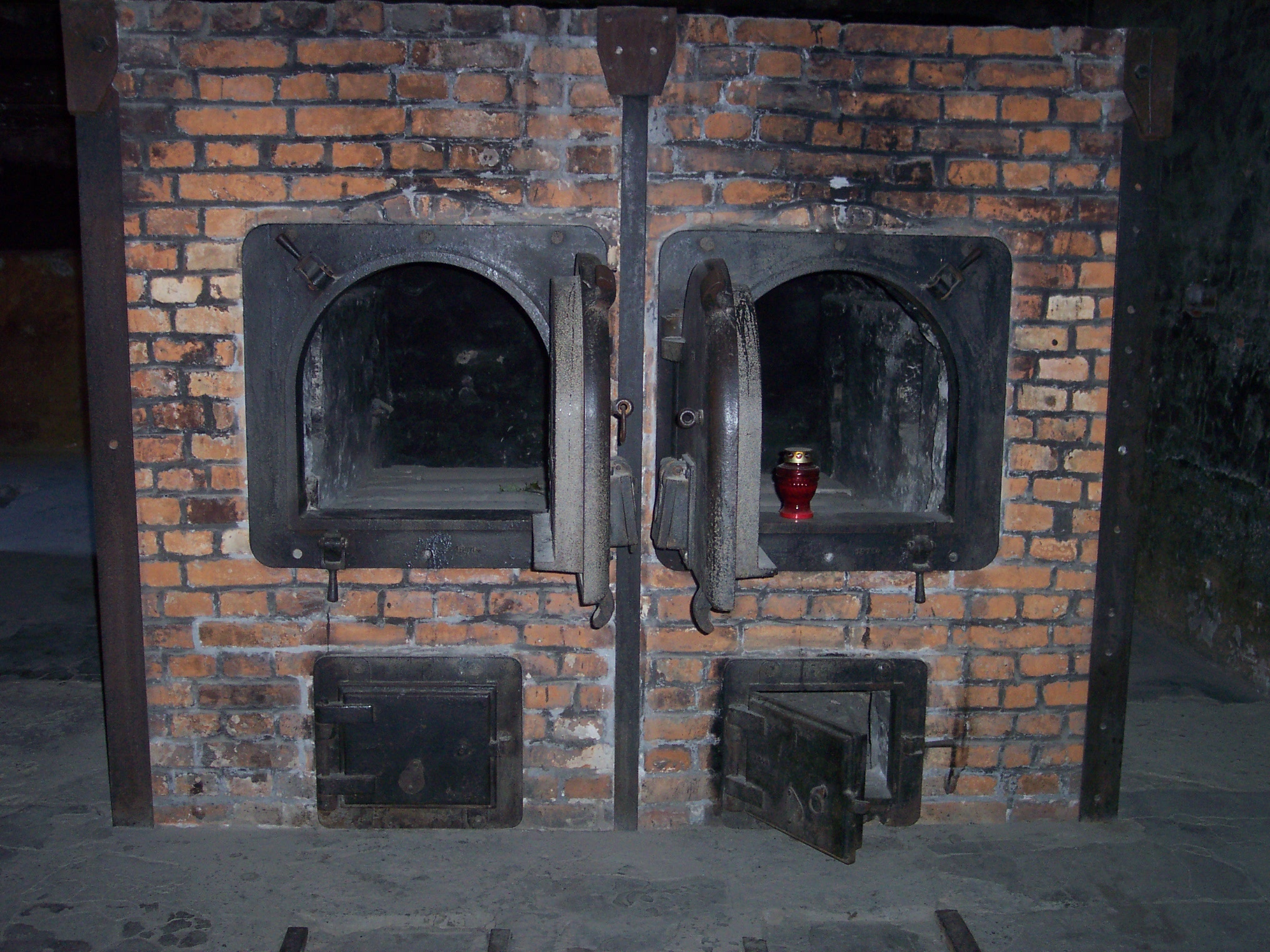
Forn crematori d'Auschwitz I

Com molts altres camps d'extermini, s'instal·laren cambres de gas per produir la mort. L'any 1942, la "selecció" de jueus s'havia convertit en quelcom habitual a Auschwitz. Quan arribava un tren carregat de presoners es procedia a separar els homes i les dones joves, considerats aptes per al treball, dels nens, vells, un bon nombre de dones i malalts que eren, directament, assassinats. A aquests darrers se'ls deia que anaven a rebre una dutxa i a ésser desinfectats. En realitat, se'ls conduïa directament a les cambres de gas, camuflades com a dutxes.
Com el sistema permetia l'eliminació massiva de vides humanes va plantejar el problema dels cadàvers. Inicialment eren sepultats en fosses comunes, però el procediment era lent i insuficient. L'estiu de 1942, els cossos, inflats per la seva putrefacció, removien la terra i amenaçaven els pous d'aigua dels voltants. El mes d'octubre foren desenterrats per a procedir a la seva incineració en foses. Finalment, la instal·lació progressiva de forns crematoris resolgué aquesta qüestió.
Les cambres de gas anirien rebent una sèrie de millores tècniques que garantien una major eficàcia i funcionament, com per exemple els sistemes d'aire de les cambres de gas del crematori. El mes de juny de 1943, Auschwitz tenia una capacitat d'incineració de gairebé 4.800 cadàvers diaris.

### Les condicions de vida
Les condicions de vida eren inhumanes: les robes que rebien els que passaven la primera selecció eren parracs, les hores de descans eren insuficients, no hi havia instal·lacions sanitàries (per exemple, a inicis de l'estiu de 1944, 32.000 dones compartien una mateixa comuna), l'alimentació era extremadament pobra... A la fam, el fred, un treball esgotador, l'amuntegament, la brutícia, la manca d'higiene i les malalties (el tifus, la disenteria i un bon nombre de malalties dermatològiques eren un fet comú) s'hi afegia el sadisme dels membres de les SS i els subalterns escollits entre el lumpen del camp d'extermini.
Primo Levi (Torí, 1919-1978), químic de professió i supervivent d'Auschwitz, és un testimoni colpidor de la supervivència i la mort a l'infern dels camps d'extermini durant els últims anys de l'ocupació nazi. Primo Levi explica com era de senzill sucumbir en aquest camp, convertir-se en un enfonsat, tan sols n'hi havia prou d'obeir totes les ordres que es rebien, no menjar altra cosa que el ranxo, atenir-se a la disciplina del treball i del camp. L'experiència ha demostrat que d'aquesta manera només excepcionalment es podia durar més de tres mesos. Tots els "musulmans" (Levi ignora per quina raó els veterans del camp designaven els dèbils, els ineptes, els destinats a la selecció amb aquest terme) que anaven a la cambra de gas tenien la mateixa història, o més exactament, no tenien història; van seguir el pendent fins al fons, de manera natural. Un cop al camp, per la seva essencial incapacitat, o per desgràcia per qualsevol incident banal, foren trepitjats abans d'haver pogut adequar-s'hi; feren tard, no començaren a aprendre l'alemany i a discernir alguna cosa en l'infernal garbuix de lleis i de prohibicions sinó quan el seu cos ja fou una ruïna, i res ja no els podia salvar de la selecció o de la mort per decaïment.
El futbol va ser una pràctica associada al camp d'Auschwitz gairebé des dels seus mateixos inicis. El primer camp del complex, l'anomenat Auschwitz I, va començar a funcionar durant el mes de maig de 1940 i, poques setmanes després, ja es va iniciar la construcció d'un camp de futbol als terrenys on antigament s'ubicava una guarnició de l'exèrcit polonès, un fet que va propiciar que, a finals d'aquell mateix 1940, ja fos habitual que s'hi disputessin partits que, principalment els diumenges, enfrontaven equips de presoners agrupats per nacionalitats. Els oficials de les SS responsables del control del camp toleraven aquells partits i, fins i tot, incentivaven que es disputessin permetent als presoners que els jugaven una millor alimentació que a la resta per tal de garantir el millor espectacle possible.

### La fi d'Auschwitz
La retirada alemanya de tots els fronts de guerra, i especialment davant l'avanç soviètic, obligaren Himmler a plantejar-se el tancament dels camps d'extermini. A la tardor de 1943 s'evacuen els camps de Treblinka, Sobibor i Belzec. El mes de juliol de 1944, els soviètics entren al camp de Lublin i donen a conèixer l'assassinat massiu als camps.
A la fi de l'any 1944, només Auschwitz continuava en funcionament com a camp d'extermini, però la fi era pròxima. El 25 de novembre, Himmler ordena que es procedeixi al seu desmantellament. El 17 de gener de 1945 es destrueix el bloc mèdic del camp i es passa llista per darrera vegada. Al recompte hi ha 31.894 reclusos a Auschwitz i 35.118 als camps satèl·lits. Alhora, el personal nazi inicia l'evacuació d'Auschwitz. La majoria dels presoners van haver de marxar cap a l'oest. Els qui eren massa dèbils per caminar eren deixats endarrere. El 20 de gener un destacament de les SS afusella a dues-centes jueves i, després, destrueix els edificis on hi ha els crematoris I i II. Per la seva banda, la indústria IG Farben destrueix els seus arxius. Durant els dies següents, les SS continuaren assassinant reclusos i destruint les instal·lacions. El dia 27 de gener procediren a destruir el darrer crematori, el IV. La tarda del mateix dia apareixen les tropes soviètiques. El camp d'extermini d'Auschwitz finalitzava la seva macabra existència. Al voltant de 7.500 presoners van ser alliberats per l'exèrcit Roig el 27 de gener de 1945.
Només quedaven dempeus sis dels trenta-cinc magatzems. Als que van quedar s'amuntegaven 368.820 vestits d'home, 836.255 de dones, 5.525 parells de sabates de dona, grans quantitats de roba de nen, raspalls de dents... En una altra dependència hi havia set tones de cabell humà. Entre els cadàvers els soviètics trobaren set mil supervivents.
Des del 1949, Witold Pilecki –un soldat de l'Armia Krajowa (organització de resistència polonesa a l'ocupació nazi)– va ser voluntari per ser portat com a presoner a Auschwitz i va produir una considerable quantitat d'informació que es va portar fins a Varsòvia i d'allà, a Londres. D'altra banda, els aliats tenien una informació aèria més detallada dels camps des del maig de 1944. Dos presoners que es van escapar (Rudolph Vrba y Alfred Wetzler) havien reunit descripcions precises i mapes que van arribar als aliats durant l'estiu de 1944. El 13 de setembre de 1944, bombarders americans van bombardejar la fàbrica de Buna Werke associada amb Auschwitz III, destruint-la parcialment.
Durant els anys d'operació dels camps, al voltant de 700 presoners van intentar escapar, dels quals 300 ho van aconseguir. La pena aplicada per intent de fuga era la mort per inhalació. Generalment, les famílies dels escapats eren arrestades i internades a Auschwitz per ser exhibides com a advertència als altres presoners. El nombre total de morts produïdes a Auschwitz encara està en debat, però s'estima que entre un milió i un milió i mig de persones hi van morir.

### Presoners més coneguts
- Józef Cyrankiewicz va presidir el govern de la República Popular de Polònia entre 1947 i 1952, i entre 1954 i 1970. També va ser President entre 1970 i 1972.
- Anne Frank va ser internada a Auschwitz-Birkenau entre setembre i octubre de 1944; després va ser traslladada a Bergen-Belsen on va morir de febre tifoide. Coneguda per la troballa del seu diari (El diari d'Anne Frank) on descrivia la seva vida amagada a Amsterdam.
- Maximilian Kolbe, sant polonès, va ser presoner d'Auschwitz I. Va ser voluntari per morir de fam en lloc d'un altre presoner el 1941.
- Anita Lasker-Wallfisch, violoncel·lista alemanya. Va sobreviure com a membre de l'Orquesta de Noies D'Auschwitz. Va ser també testimoni del Judici de Bergen-Belsen. Després de la guerra es va asilar i establir a la Gran Bretanya. Ha estat fundadora de l'orquestra English Chamber Orchestra. El seu fill és el conegut violoncel·lista Raphael Wallfisch.
- Primo Levi, químic de professió, supervivent del camp. Els fets de la Segona Guerra Mundial el van marcar profundament fins al punt que en va escriure diversos llibres. Si això és un home juntament amb La treva i Els enfonsats i els salvats formen la trilogia d'Auschwitz.
- Witold Pilecki, soldat polonès de l'Armia Krajowa, voluntari per internar-se a Auschwitz, va organitzar la resistència a Auschwitz (Związek Organizacji Wojskowych, ZOW) i va informar els aliats sobre les atrocitats que hi tenien lloc. Després va formar part de l'aixecament de Varsòvia.
- Edith Stein, monja catòlica d'origen jueu. Va morir a les cambres de gas d'Auschwitz II.
- Elie Wiesel va sobreviure a la seva reclusió a Auschwitz III Monowitz i va escriure sobre les seves experiències.
- Petr Ginz (1928–1944), jove editor de Vedem, conegut pel diari que va escriure abans de la seva deportació, descobert fa poc, i editat per la seva germana Chava Pressburger.

## Auschwitz: un complex de 3 camps

### Auschwitz I

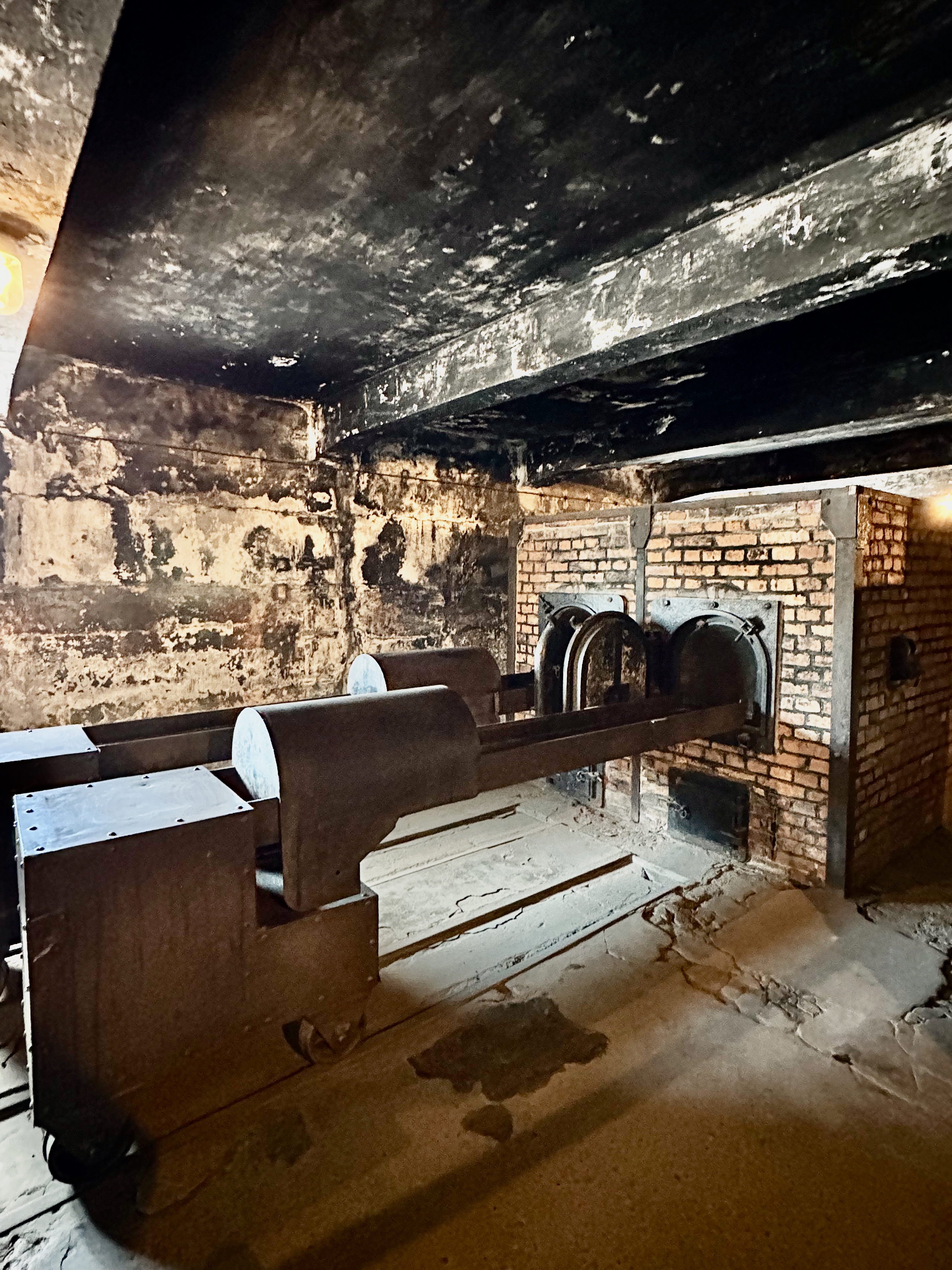
Crematori a Auschwitz I

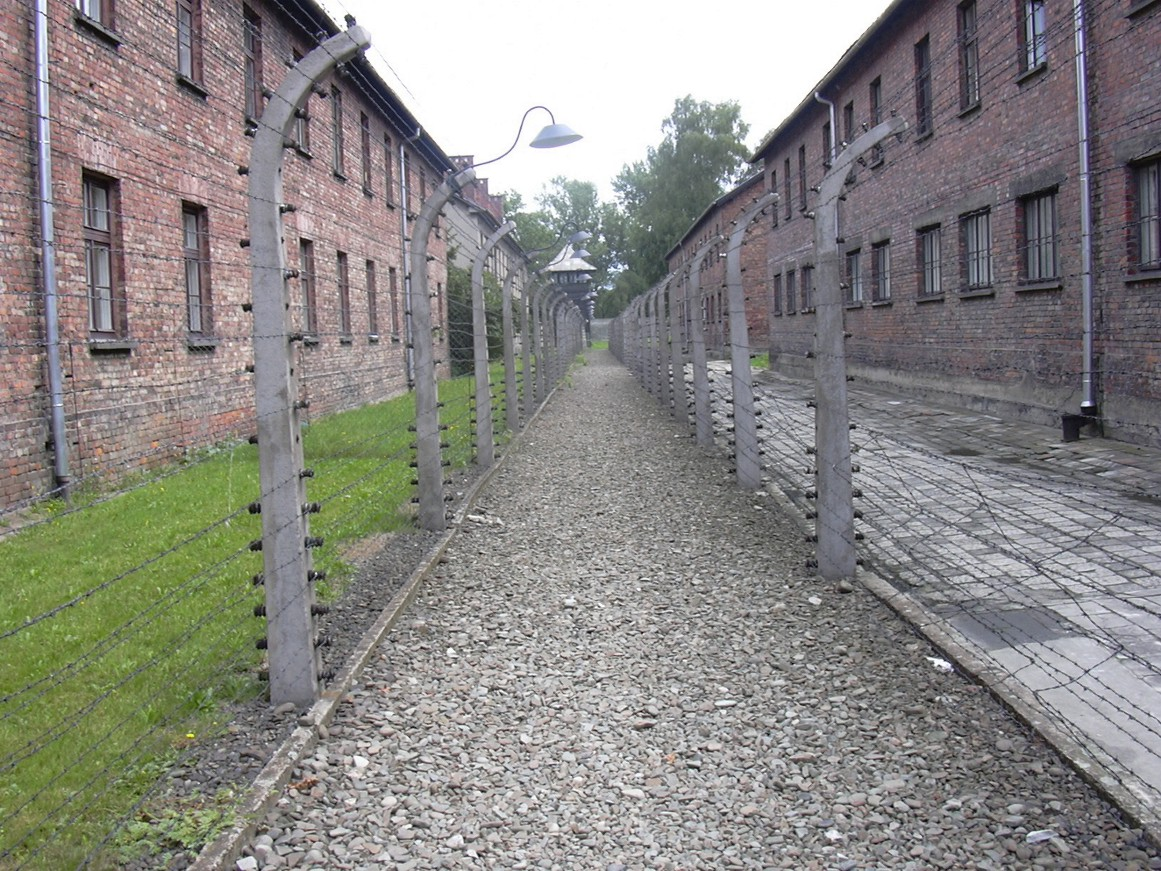
Interior d'Auschwitz I, el 2001

Auschwitz I va ser el centre administratiu de tot el complex. Va ser fundat el 20 de maig de 1940, a partir de barraques de totxos de l'exèrcit polonès. Els primers membres del camp van ser 728 presoners polítics polonesos de Tarnów. Inicialment, el camp va ser usat per internar membres de la resistència i intel·lectuals polonesos, més endavant van portar-hi presoners de guerra soviètics, presoners comuns alemanys, elements antisocials i homosexuals. Des del primer moment també hi arribaren presoners jueus. Generalment hi havia entre tretze mil i setze mil presoners, arribant a 20.000 el 1942.
L'entrada d'Auschwitz I tenia (i encara es conserva) les cíniques paraules Arbeit macht frei, "la feina allibera". Els presoners del camp sortien a treballar durant el dia per les construccions o al camp amb música de marxa tocada per una orquestra.
Les SS, generalment, seleccionaven els presoners -anomenats kapos- per supervisar els altres. Tots els presoners del camp feien feines i excepte per les fàbriques d'armes, els diumenges es reservaven per la neteja, dutxes i no s'assignava feina. Les duríssimes condicions de treball més la malnutrició i la poca higiene feien que la taxa de mortalitat entre els presoners fos molt alta.
El bloc 11 d'Auschwitz I era la presó dins de la presó; allà s'hi aplicaven els càstigs. Alguns consistien a tancar algú diversos dies en una habitació massa petita per asseure's. Altres eren executats, penjats o deixats morir de fam.
El setembre de 1941, les SS van realitzar al bloc 11 les proves del gas Zyklon B a les quals van morir 850 presoners polonesos i russos. Les proves es van considerar prou satisfactòries i, en conseqüència, es va construir una cambra de gas i un crematori. Aquesta cambra de gas va ser usada entre 1941 i 1942 i després va ser convertida en un refugi antiaeri.
La primera dona va arribar al camp el 26 de març de 1942. Entre l'abril de 1943 i el maig de 1944 es van fer experiments d'esterilització amb dones jueves al bloc 10 d'Auschwitz I. L'objectiu era fer un mètode senzill que funcionés amb una simple injecció per ser emprada contra la població eslava. El doctor Josef Mengele va experimentar amb bessons en aquest mateix complex. Quan un presoner no es recuperava ràpidament, era executat mitjançant una injecció letal de fenol.
El camp bordell es va crear l'estiu del 1943 per ordres de Himmler. Estava ubicat en el bloc 24 i s'usava per premiar a presoners privilegiats. Els guàrdies seleccionaven presoneres per aquest camp, però podien acceptar voluntàries atretes per les millors condicions alimentàries.

### Auschwitz II (Birkenau)

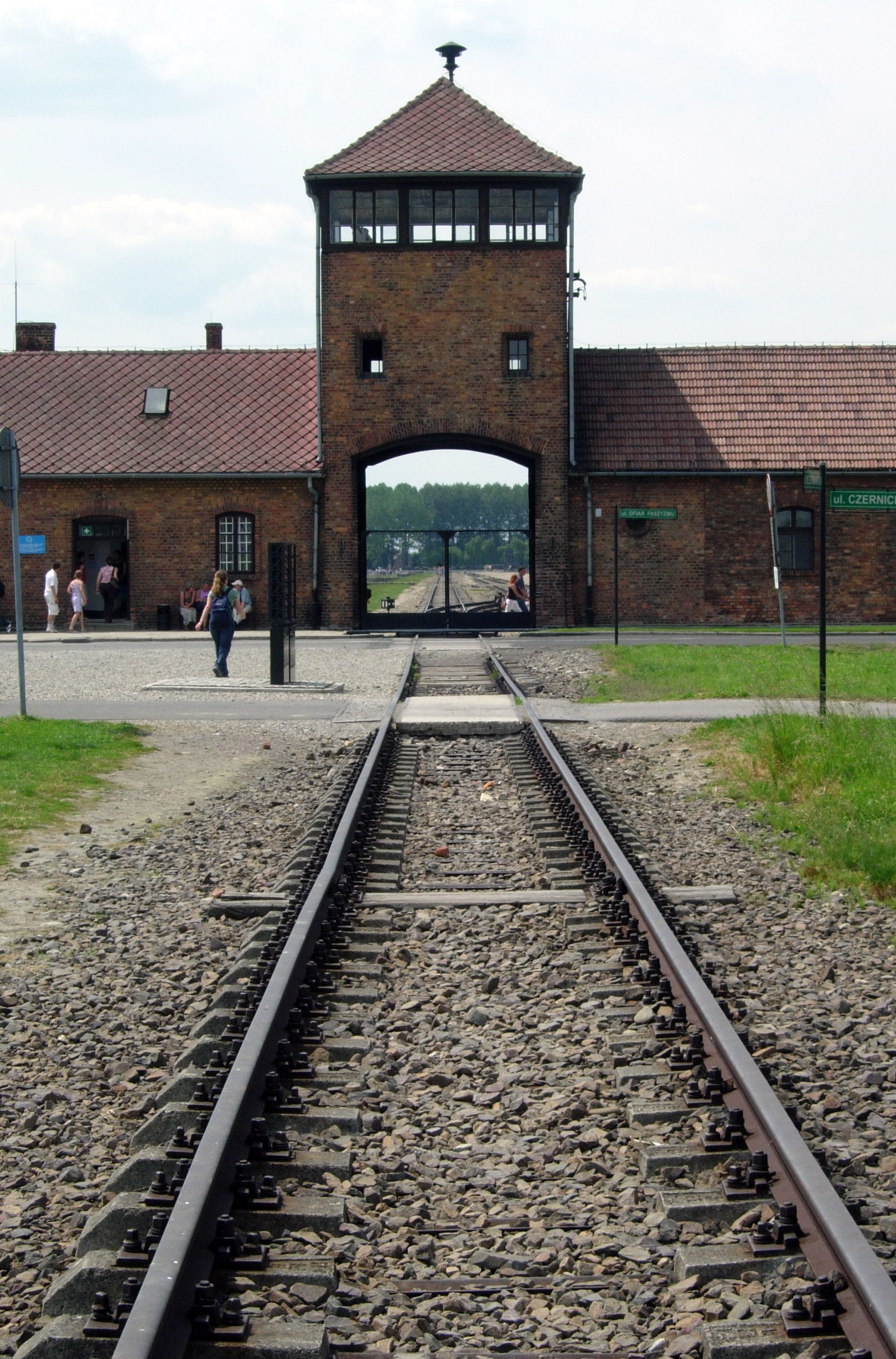
L'entrada, en l'actualitat

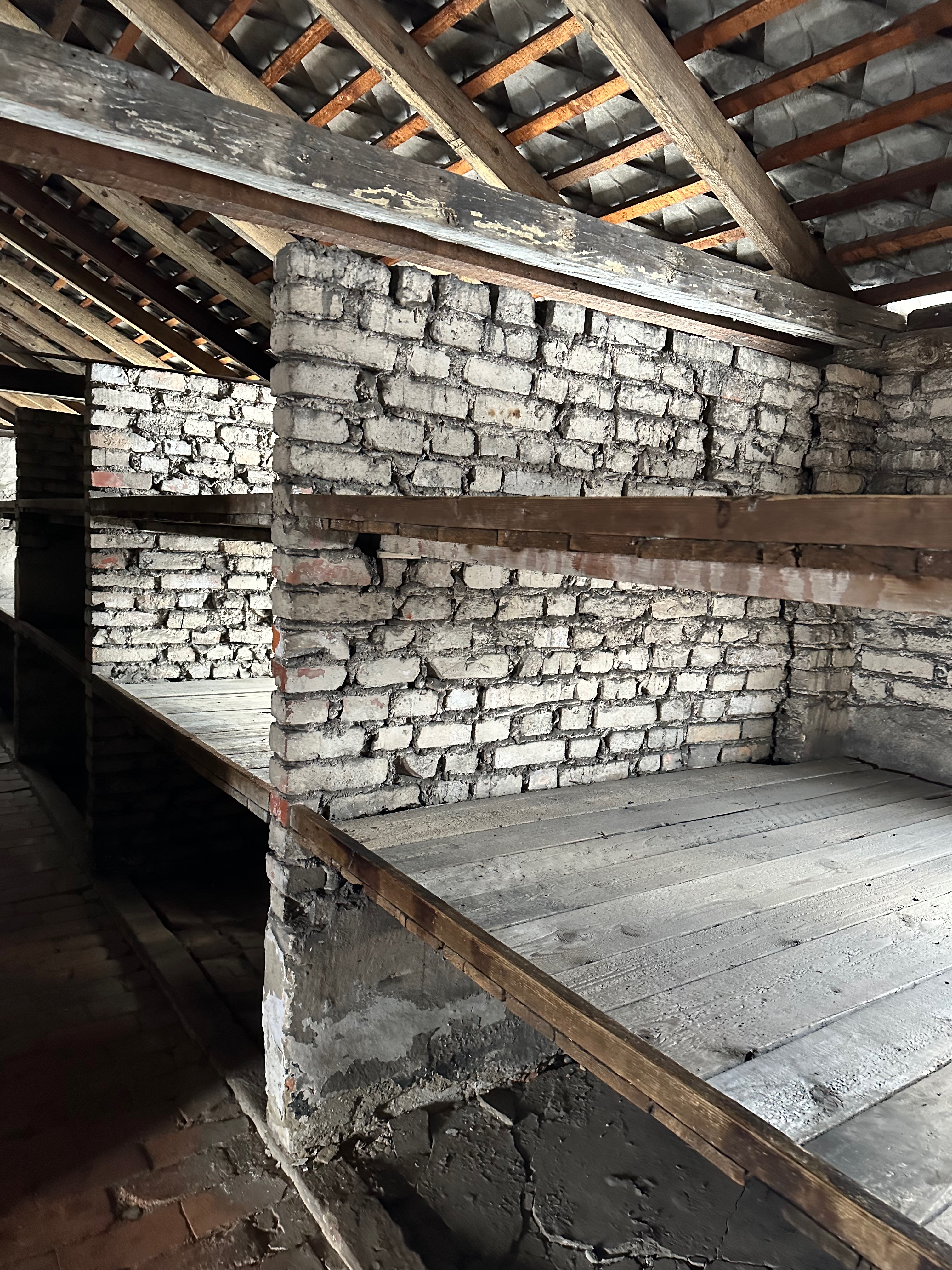
Habitacions

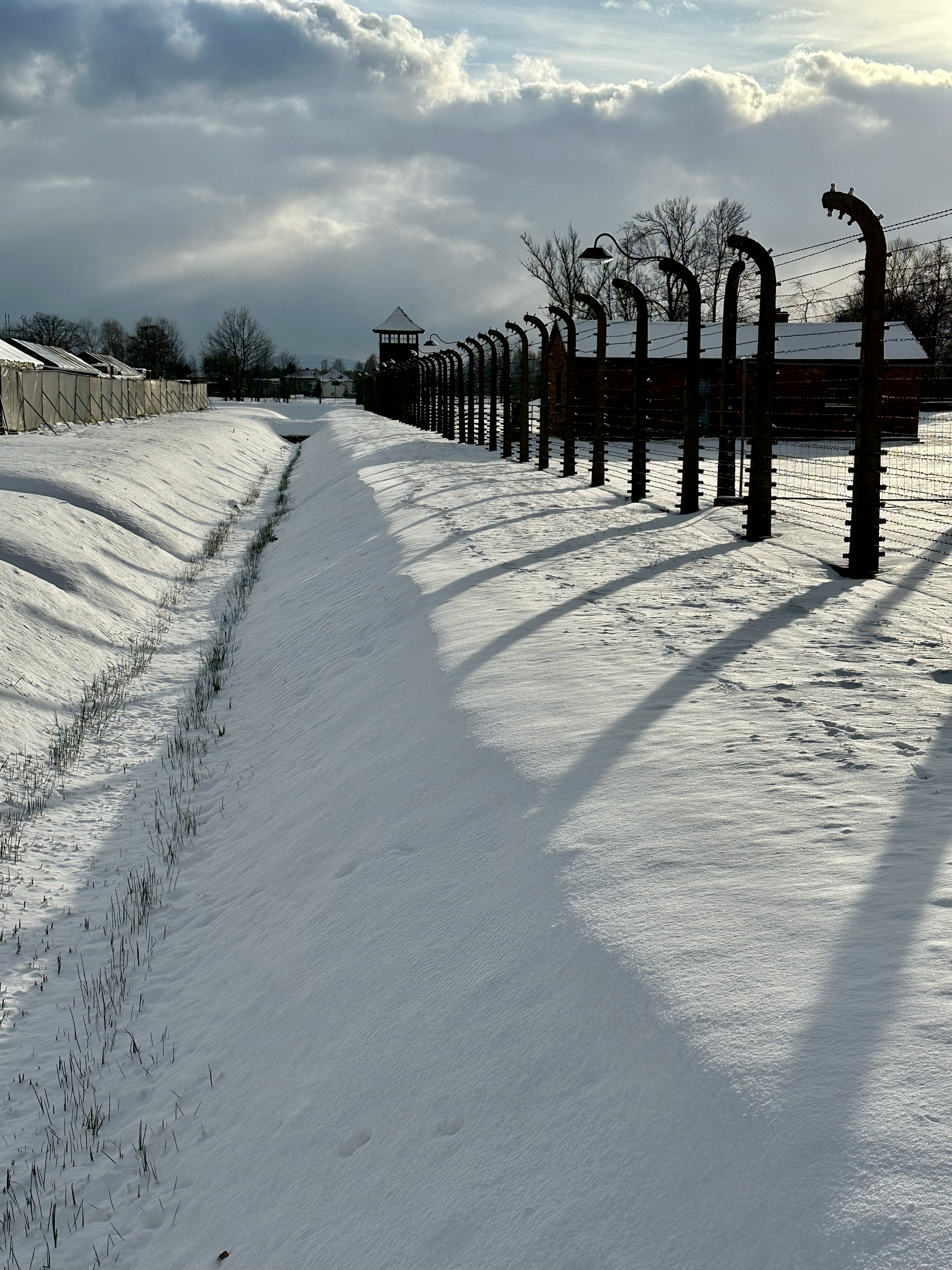
Tanques

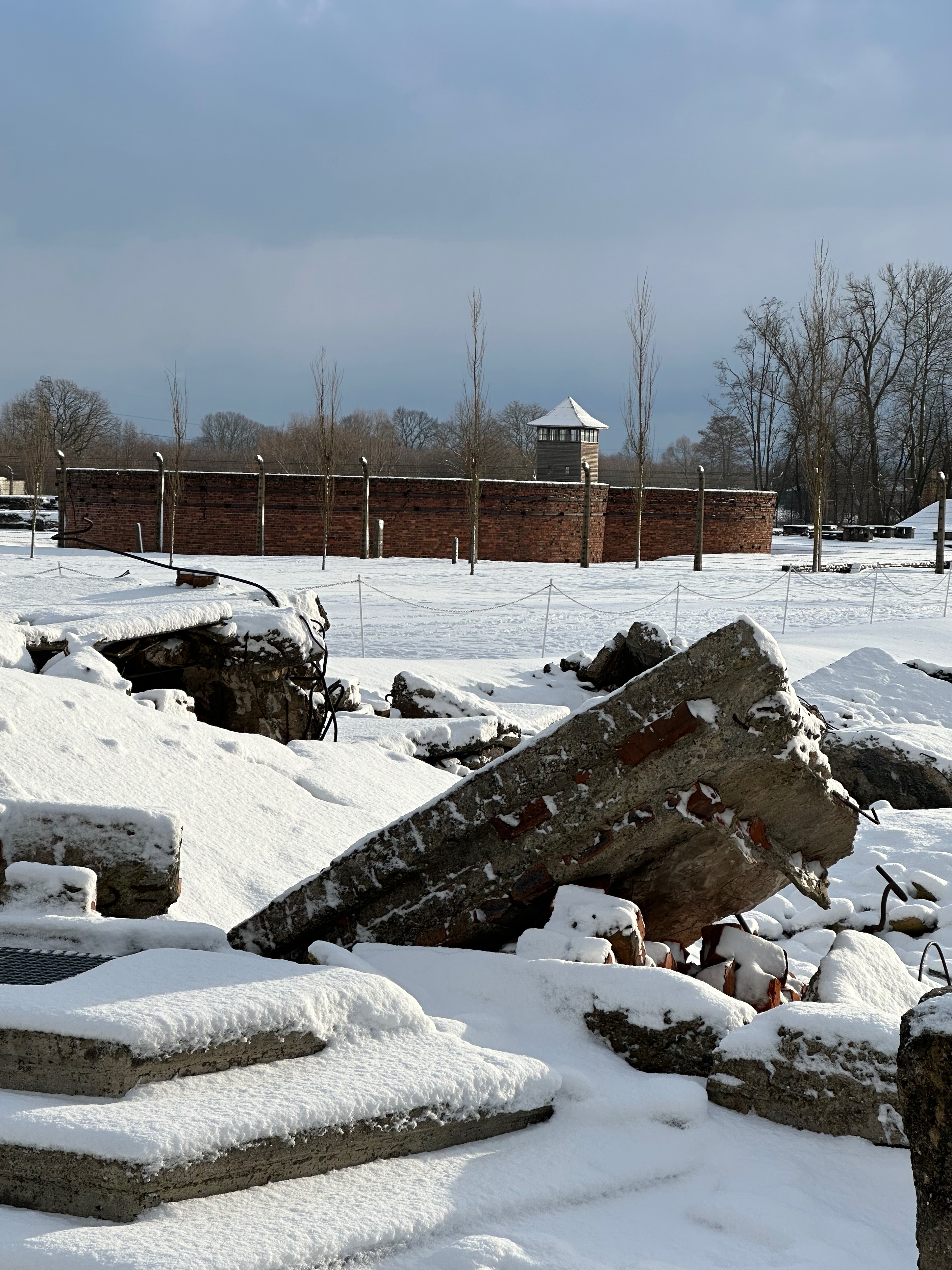
Crematoris destruïts

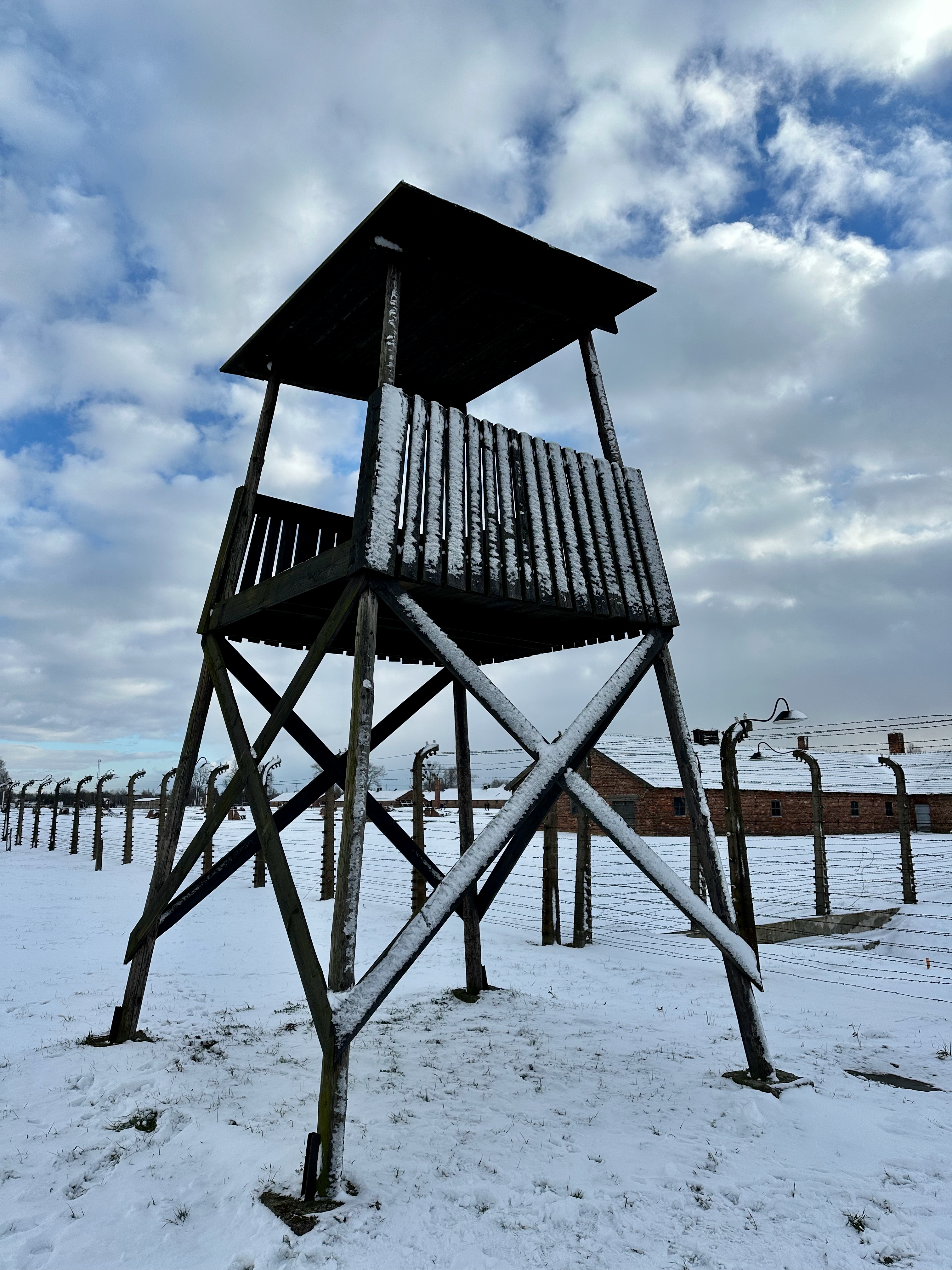
Torre vigilància

Auschwitz II (Birkenau) és el camp que s'identifica amb Auschwitz. Fou on van tancar centenars de milers de jueus i on també, s'hi van executar més d'un milió de jueus i gitanos.
El camp està ubicat a Birkenau, a uns 3 km d'Auschwitz I. La construcció es va iniciar el 1941 com a part de l'Endlösung (solució final). El camp tenia una extensió de 2,5 km per 2 km i estava dividit en diverses seccions, cada una d'elles separades per camps. Els camps, de la mateixa manera que tot complex, estaven tancats i rodejats de filferros de pues elèctriques (alguns presoners usaven l'embolcall elèctric per suïcidar-se). El camp va albergar fins a 100.000 presoners en situacions extremes.
L'objectiu del camp no era fer treballar els presoners (com era el cas d'Auschwitz I i III), sinó més aviat l'extermini. Per complir aquest objectiu, es va equipar el camp amb 4 crematoris amb cambres de gas. Cada cambra de gas podia rebre fins a 2.500 presoners per torn. L'extermini a gran escala va començar la primavera del 1942, com a resultat de l'acceleració de la Solució Final tractada a la Conferència de Wannsee.
La majoria dels presoners arribaven al camp en tren, amb freqüència després d'un terrible viatge en vagons de càrrega que durava diversos dies. A partir de 1944 es va estendre la via del tren perquè arribés directament al camp. Algunes vegades, en arribar el tren, els presoners eren enviats directament a les cambres de gas. En altres ocasions, els nazis seleccionaven presoners normalment sota la supervisió de Josef Mengele, per ser enviats a camps de treball o per dur a terme experiments. Generalment els nens, les persones de la tercera edat i els malalts eren enviats directament a les cambres de gas.
Quan un presoner passava la selecció inicial era enviat a passar un període de quarantena i després, se li assignava una tasca al camp o era enviat a treballar en alguns dels camps de treball annexos.
Aquells que resultaven seleccionats per l'extermini eren enviats a un dels grans complexos de cambres de gas/crematori cap als extrems del camp. Dos dels crematoris (Krema II i Krema III) tenien instal·lacions subterrànies, una sala per desvestir-se i una cambra de gas amb capacitat per milers de persones. Per evitar el pànic, es deia a les víctimes que s'anaven a dutxar i rebrien un tractament desinfectant. La cambra de gas, fins i tot, tenia canonades per dutxes, però mai van ser connectades al servei d'aigua. S'ordenava a les víctimes que es despullessin i deixessin les seves pertinences al vestidor, on suposadament les podrien recuperar al final del tractament, de manera que havien de recordar el número de la ubicació de les seves pertinences. Una vegada tancada l'entrada, es descarregava l'agent tòxic Zyklon B per les obertures del sostre. Les cambres de gas els crematoris IV i V tenien instal·lacions a la superfície i es descarregava el Zyklon B per les finestres especials de les parets.
Una vegada llençat el Zyklon B s'esperaven uns 25 minuts i s'observava per l'espiell l'absència d'activitat, s'evacuava i ventilava el recinte i es retiraven els cossos a un sector per una revisió final. En aquesta revisió se'ls extreien les dents d'or, anells, arracades o altres objectes i es revisaven els orificis corporals a la recerca de joies. Després de ser revisats, els cossos eren transportats a una sala de forns o crematoris annexa pels presoners seleccionats, anomenats Sonderkommandos on eren cremats.
Una xemeneia alta expulsava els gasos nauseabunds.
L'Alemanya nazi va envair Hongria el març de 1944; entre maig i juliol de 1944, prop de 438.000 jueus d'Hongria van ser deportats cap a Auschwitz-Birkenau, on la majoria van ser executats. Hi havia dies en què els forns no donaven l'abast i s'havien de cremar els cossos en fogueres a l'aire lliure.
Famílies senceres de gitanos van ser tancades en una secció especial del camp. Van ser passats per les cambres de gas el juliol de 1944, i el 10 d'octubre d'aquest mateix any es va exterminar els nens gitanos que restaven.
El 7 d'octubre de 1944, els Sonderkommandos jueus (els presoners mantinguts separats de la resta i que treballaven a l'operació de les cambres de gas i forns crematoris) van organitzar una revolta. Les presoneres havien aconseguit extreure explosius d'una fàbrica d'armes i els van usar per destruir parcialment el crematori IV, i provar d'escapar en la confusió. Els 250 presoners van ser capturats i immediatament executats.
Les cambres de gas de Birkenau van ser destruïdes per les Schutzstaffel el novembre de 1944 en un intent d'amagar les activitats del camp a les tropes soviètiques.

### Auschwitz III
Els camps subalterns de treball instal·lats al complex d'Auschwitz estaven estretament relacionats amb la indústria alemanya, principalment en les àrees militar, metal·lúrgica i minera. El camp de treball més gran era Auschwitz III Monowitz, que va iniciar les seves operacions el maig de 1942. Aquest camp estava associat amb la planta Buna-Werke de l'empresa IG Farben i produïa combustibles líquids i goma sintètica. A intervals regulars, es feien revisions sanitàries per part del personal mèdic d'Auschwitz II, per enviar malats i dèbils a les cambres de Birkenau.

### Camps subalterns
| - Auschwitz I (Oświęcim) - Auschwitz II (Birkenau - Brzezinka) - Auschwitz III (Monowitz - Monowice) - Babice (Babitz) - Bieruń - Beruń - Blechhammer (Blachownia Śląska) - Bobrek - Brno (Brünn) - Bruntal (Braunau) - Budy - Buna - Chełmek (Chełmek) - Chorzów (Arbeitslager Bismarckshütte) - Chrzanów - Czechowice - Czernica - Dziedzice | - Freudenthal (Jesenik) - Friedenshütte - Gliwice (Gleiwitz), - Goleszów (Golleschau) - Hajduki I-II - Harmeze (Harmensee) - Zabrze (Hindenburg) - Jawiszowice (Jawischowitz) - Jaworzno - Kobiór (Kobior) - Lędziny (Arbeitslager Günthergrube) - Lesslau - Libiaz Maty (Janinagrube) - Łagiewniki Śląskie (Hohenlinde, Hubertushütte) - Łagisza Cmentarna (Lagischa) - Monowice (Monowitz) | - Prudnik (Neustadt) - Pyskowice (Peiskretscham) - Pławy (Plawy) - Pszczyna (Pleβ) - Radostowice - Rajsko - Rydułtowy (Arbeitslager Charlottegrube) - Siemianowice (Laurahütte) - Solahütte (centre de vacances del personal nazi) - Sosnowiec (Sosnowitz) - Stara Kuźnia (Althammer) - Stara Wieś - Świetochłowice (Arbeitslager Eintrachtshütte) - Trzebinia - Wesoła (Fürstengrube) - Zittau - Żywiec |

## Negacionisme
Des del final de la Segona Guerra Mundial hi ha hagut intents per negar el propòsit dels camps d'extermini o de la seva magnitud. S'ha afirmat que seria impossible cremar tal nombre de cossos o fins i tot, que les instal·lacions -que poden ser visitades actualment- van ser reconstruïdes després de la guerra perquè estiguessin en concordança amb allò que s'havia explicat d'Auschwitz des del final de la confrontació bèl·lica.
El 2005, Oskar Gröning, un antic funcionari nazi va decidir donar testimoni. Gröning va ser membre de les joventuts Hitlerianes, d'allà va passar a ser membre del partit nazi i, més tard, es va enrolar a les Waffen SS a l'edat de 20 anys. Després de dos anys de treball administratiu per les Schutzstaffel, va ser assignat a Auschwitz el 1942. Inicialment Gröning creia que era un camp de concentració normal, però aviat veié l'arribada del primer comboi de presoners i la selecció per part del personal mèdic de les Schutzstaffel, on només el 20% dels acabats d'arribar va ser escollit per treballar als camps. Els malalts eren transportats per personal de transport en lliteres que usaven els símbols de la Creu Roja, per donar la sensació de normalitat. Després va acompanyar al grup que portava als no seleccionats pel treball i als malalts a les cambres de gas, disfressades de dutxes i finalment, va veure la crema dels cossos en els forns crematoris i l'organització dels béns per la seva posterior classificació. Gröning va sol·licitar ser transferit a una unitat de combat, però els seus serveis com a personal administratiu eren necessaris al camp, de manera que va passar-se uns dos anys portant els comptes dels béns recuperats de les pertinences dels presoners, ajudat per l'abundant alcohol disponible al camp. Al final de la guerra va ser fet presoner (fins al 1948) però va ometre mencionar el seu període a Auschwitz als interrogatoris. Anys després va fer-se públic el seu passat, afrontant un judici el 21 d'abril de 2015 per la complicitat en l'assassinat de 300.000 jueus. El 15 de juliol de 2015 fou declarat culpable i condemnat a quatre anys de presó.